# Кристијансунд
Кристијансунд (норв. Kristiansund) је град у Норвешкој. Град је у оквиру покрајине Западне Норвешке, где је трећи по величини и значају град округа Мере ог Ромсдал.

## Географија
Град Кристијансунд се налази у западном делу Норвешке. Од главног града Осла град је удаљен 560 km северозападно о од града.
Кристијансунд се налази у западном делу Скандинавског полуострва, у области Нордмере. Град се сместио на више мањих острва (Нордландет, Киркеландет, Инландет). Приобаље је уско и брда се брзо издижу. Сходно томе надморска висина града је од 0 до 40 м.

## Историја
Први трагови насељавања на месту данашњег Кристијансунда јављају се у доба праисторије. У средњем веку на овом простору јавља се више рибарских насеља. У 17. веку Кристијансунд почиње јачати, па 1742. године добија градска права.
Током петогодишње окупације Норвешке (1940—45) од стране Трећег рајха Кристијансунд и његово становништво нису значајније страдали.

## Становништво
Данас Кристијансунд има око 17 хиљада у градским границама, односно око 24 хиљаде на подручју општине. Последњих година број становника у граду расте по годишњој стопи од 1,5%.

## Привреда
Привреда Кристијансунда се традиционално заснивала на поморству и риболову. Последњих година значај туризма, трговине, пословања и услуга је све већи.

## Збирка слика
- Поглед на Кристијансунд
- Градско приобаље
- Савремено здање градске цркве
- Главна трговачка улица